# Carlos Maria Trindade
Carlos Maria Pereira Trindade (Lisboa, 28 de outubro de 1954) é um músico e produtor português. 

## Biografia
Ingressou no conservatório de Lisboa, onde estudou piano e composição. 
Em 1979 fundou os Corpo Diplomático, que ainda editam um álbum. Em Setembro de 1980 foi um dos fundadores da banda Heróis do Mar. 
Dois anos depois, a solo, apresenta o single Princesa. Estava previsto o lançamento do álbum Tédio, mas a editora entra em falência.
Em 1986 produz o álbum Spleen dos Rádio Macau. Produz também o álbum Circo de Feras dos Xutos e Pontapés e os dois primeiros álbuns dos Delfins.
Os Heróis do Mar separam-se em 1989.
Em 1991 apresenta Mr Wollogallu, que desenvolveu em conjunto com Nuno Canavarro. Foi A&R nacional da Polygram até 1994.
Em 1994 volta às produções, com os álbuns de Issabary e de Paulo Bragança. Pouco depois é convidado para substituir Rodrigo Leão nos Madredeus.
Em 1996 é editado o álbum Deep Travel que inclui temas como Sky and Soul (com a participação da cantora Natacha Atlas) e Urban Monks.
Produz o álbum Love dos Santos e Pecadores e Fado Curvo de Mariza(2003) que inclui O Deserto e Fado Curvo, músicas da sua autoria.
Forma os No Data com Luis Beethoven. Em 2006 é editado  Música Naive e em 2008 lançam "Carrocel do Mundo".  
Em 2011 lança 20 Músicas Nómadas, uma colectânea com as músicas do seu percurso como compositor, intérprete e produtor.
A Uguru lança em 2015 o álbum "Oriente."

## Música

### Grupos
- Corpo Diplomático
- Heróis do Mar (1980-1989)
- Madredeus (1994-presente).
- No Data (com Luís Bethoven)

### Solo
- Princesa (1982) (single).
- Mr. Wollogallu (1991) com Nuno Canavarro.
- Deep Travel (1996)
- 20 Músicas Nómadas (2011)
- Oriente (2015)

## Produtor
- Rádio Macau
- Ópera Nova
- Xutos & Pontapés
- Delfins
- Issabary
- Paulo Bragança
- Santos & Pecadores
- Anabela
- Mariza.